# النفوذ الأوروبي في أفغانستان
يشار بالتأثير الأوروبي في أفغانستان إلى التأثير السياسي والاجتماعي وبدرجة كبيرة الإمبريالي الذي أثرت به العديد من الدول الأوروبية والقوى الاستعمارية على التطور التاريخي لأفغانستان.

## صعود دوست محمد خان

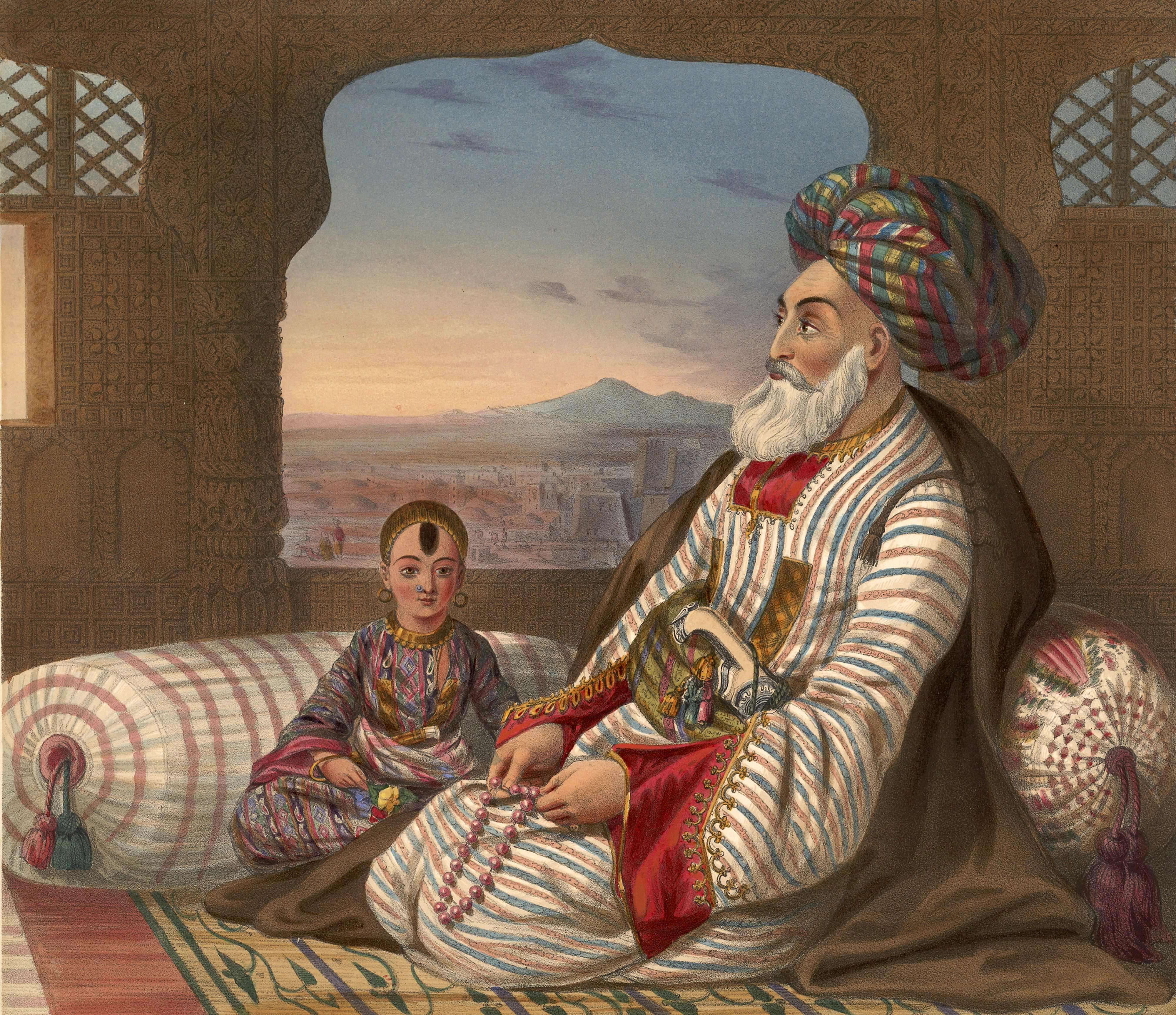
الملك دوست محمد خان مع أحد أبنائه.

بعد تراجع السلالة الحاكمة دوراني في عام 1823 أنشأ دوست محمد خان السلالة الحاكمة بركزاي بعد أن أصبح أمير أفغانستان. وما أن جاء عام 1826 حتى تمكن دوست محمد خان المفعم بالطاقة من فرض السيطرة الكافيه على إخوته لتولي العرش في كابول، حيث أعلن نفسه شاه.
حقق دوست محمد مكانة بارزة بين إخوته من خلال الاستخدام الذكي لدعم رجال قبيلة والدته قزلباش و تلمذته الشبابية على يد أخيه، فاتح خان. من بين العديد من المشاكل التي واجهها كان صد إمبراطورية السيخ من التعدي على مناطق البشتون شرق ممر خيبر. بعد أن عمل جاهدا للتحكم وتحقيق الاستقرار في مناطقه حول كابول، اختار الشاه الذي تلاه مقاتلة محاربي السيخ.
في عام 1834هزم دوست محمد غزو قام به الحاكم السابق -شجاع شاه دوراني- ولكن غيابه عن كابول أعطى السيخ فرصة للتوسع غربا. احتلت قوات رانجيت سينغ بيشاور، ثم الانتقال من هناك إلى إقليم يحكم مباشرة من قبل كابول. في عام 1836، هزمت قوات دوست محمد، تحت قيادة ابنه أكبر خان، السيخ في معركة جمرود، على بعد خمسة عشر كيلومترا غرب بيشاور. كان هذا انتصارا باهظ الثمن وفشلوا في إزاحة السيخ بشكل كلي من جمرود. الزعيم الأفغاني لم يتابع هذا الانتصار من خلال استعادة السيطرة على بيشاور، ومع ذلك، بدلا من ذلك قام بالاتصال باللورد أوكلاند، الحاكم العام البريطاني الجديد في الهند البريطانيه، للمساعدة في التعامل مع السيخ. مع هذه الرسالة، بدأ دوست محمد مرحلة التدخل البريطاني في أفغانستان رسميا. في قلب اللعبة الكبرى تكمن رغبة بريطانيا وروسيا لإخضاع أو تخريب أو إخضاع الدول الصغيرة المستقلة التي تقع بين روسيا والهند البريطانية.

## اللعبة الكبرى

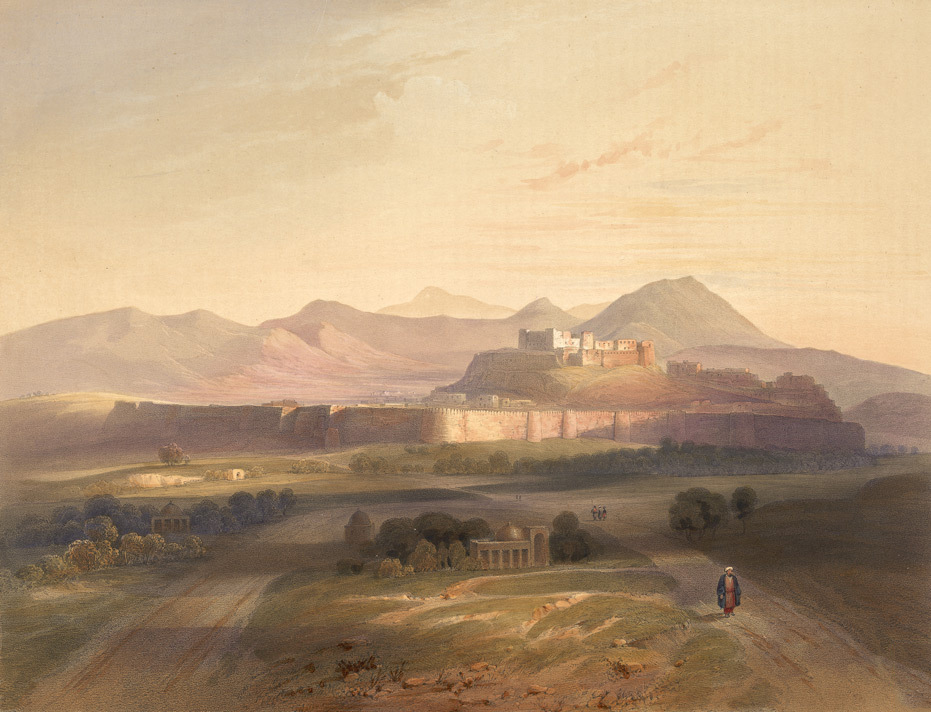
غزنة في أوائل 1800s.

أصبحت بريطانيا هي القوه العظمى في شبه قارة الهند بعد معاهدة باريس (1763) و بدأت تظهر اهتمام بأفغانستان في نفس توقيت معاهدتهم مع شجاع شاه الدراني في 1809. وما وضع الضغط على الهند البريطانيه هو التهديد المتمثل في الإمبراطورية الروسية التي توسعت لتبدأ باحراز ميزة وتقدم في منطقة أفغانستان، في ما أصبح يعرف باسم «اللعبة الكبرى». اللعبة الكبرى وضعت كلا من الامبراطوريه البريطانية والامبراطورية الروسية في موجهة بعضهم البعض، حيث أن مناطق النفوذ لكلا الامبراطوريتين أخذت تتحرك بشكل تدريجي لتقترب من بعضها البعض حتى التقيا في أفغانستان. كما تضمنت أيضا محاولات بريطانيا المتكررة لفرض حكومة عميلة في كابل. وشهد ما تبقى من القرن 19 توغل أوروبي أكبر في أفغانستان والمناطق المحيطة بها واشتداد الصراع بين الحكام المحليين الطموحين كما لعب بمصير أفغانستان عالميا.
تركت هزيمة الحرب الأهلية الأفغانية فراغا في منطقة هندو كوش والتي كانت تخص البريطانيين، الذين كانوا يدركون جيدا عدد المرات في التاريخ التي تم فيها توظيف هذه المنطقة كمعبر لغزو جنوب آسيا. في العقود الأولى من القرن 19، أصبح من الواضح للبريطانيين أن التهديد الأكبر على مصالحها في الهند لن تأتي من الإمبراطورية الأفغانية المفككة أو من الامبراطورية الإيرانية، أو الإمبراطورية الفرنسية، ولكن من الإمبراطورية الروسية، التي قد بدأت بالفعل تتقدم بثبات جنوبا من القوقاز فائزة فوزا حاسما في الحروب ضد الأتراك العثمانيين وقاجار الفرس.
في نفس الوقت، كان الروس يخشون الاحتلال البريطاني الدائم في آسيا الوسطى حيث أن بريطانيا تعدت شمالا، أخذة البنجاب، والسند، وكشمير- والتي أصبحت في وقت لاحق باكستان-.نظرت بريطانيا إلى امتصاص روسيا للقوقاز، وقيرغيزستان وأراضي التركمان و خانات خيوة، و إمارة بخارى بخوف مساوى لخوف الروس على مصالحهم في شبه القارة الآسيوية.

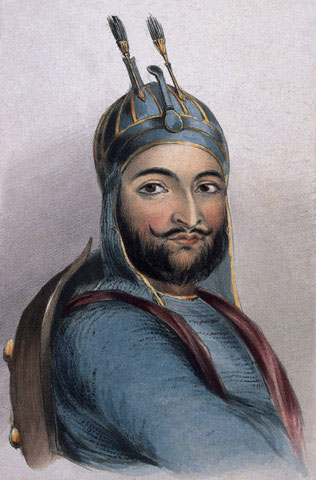
الأمير أكبر خان، ابن دوست محمد خان.

بالإضافة إلى هذا التنافس بين بريطانيا وروسيا، كان هناك سببين بالتحديد لقلق بريطانيا من نوايا روسيا. السبب الأول كان النفوذ الروسي في المحكمة الإيرانية، والذي دفع الروس إلى دعم إيران في محاولة للاستيلاء على هرات، والتي تعتبر تاريخيا البوابة الغربية إلى أفغانستان وشمال الهند. في 1837 أغارت إيران على هرات مع الدعم والمشورة من الضباط الروس. السبب الثاني كان ظهور العميل الروسي يان فيتكيفيتش (Yan Vitkevich) في كابول في عام 1837، كما كان العميل البريطاني الكسندر بيرنز أيضا هناك من أجل مناقشات تجارية.
طالب البريطانيون دوست محمد بقطع جميع الاتصالات مع الإيرانيين والروس، وإزالة فيتكيفيتش من كابول والاستسلام لجميع المطالبات لبيشاور واحترام استقلال بيشاور وكذلك قندهار والتي كانت تحت سيطرة إخوته في ذلك الوقت. في المقابل، فإن الحكومة البريطانية ألمحت أنها ستطلب من رانجيت سينغ التصالح مع الأفغان. عندما رفض أوكلاند صياغة الاتفاق كتابيا، انقلب دوست محمد على بريطانيا وبدأ المفاوضات مع فيتكيفيتش.
في عام 1838وقع كلا من أوكلاند، ورانجيت سينغ، وشجاع اتفاقا ينص على أن شجاع سوف يستعيد السيطرة على كابول وقندهار مع مساعدة من البريطانيين والسيخ؛ أنه سيقبل حكم السيخ للمقاطعات الأفغانية سابقا والمسيطر عليها بالفعل من قبل رانجيت سينغ، وأن تبقى هرات مستقلة. على أرض الواقع، فإن الخطة استبدلت دوست محمد بشخصية بريطانية صوريا الذي ستكون سلطته محدودة مثله مثل الأمراء الهنود الآخرون.
سرعان ما أصبح واضحا لبريطانيا أن مشاركة السيخ، بتقدمهم نحو كابول عن طريق ممر خيبر مع تقدم شجاع وبريطانيا عن طريق قندهار، لن تكون وشيكة. كانت خطة أوكلاند خطة في ربيع عام 1838 أن يحل السيخ محل شجاع على العرش الأفغاني، مع الدعم البريطاني. ومع ذلك، مع نهاية الصيف تغيرت الخطة؛ الآن البريطانية وحدها ستفرض الطاغيه شجاع شاه.

## الحرب الأنغلو - أفغانية الأولى 1838-1842

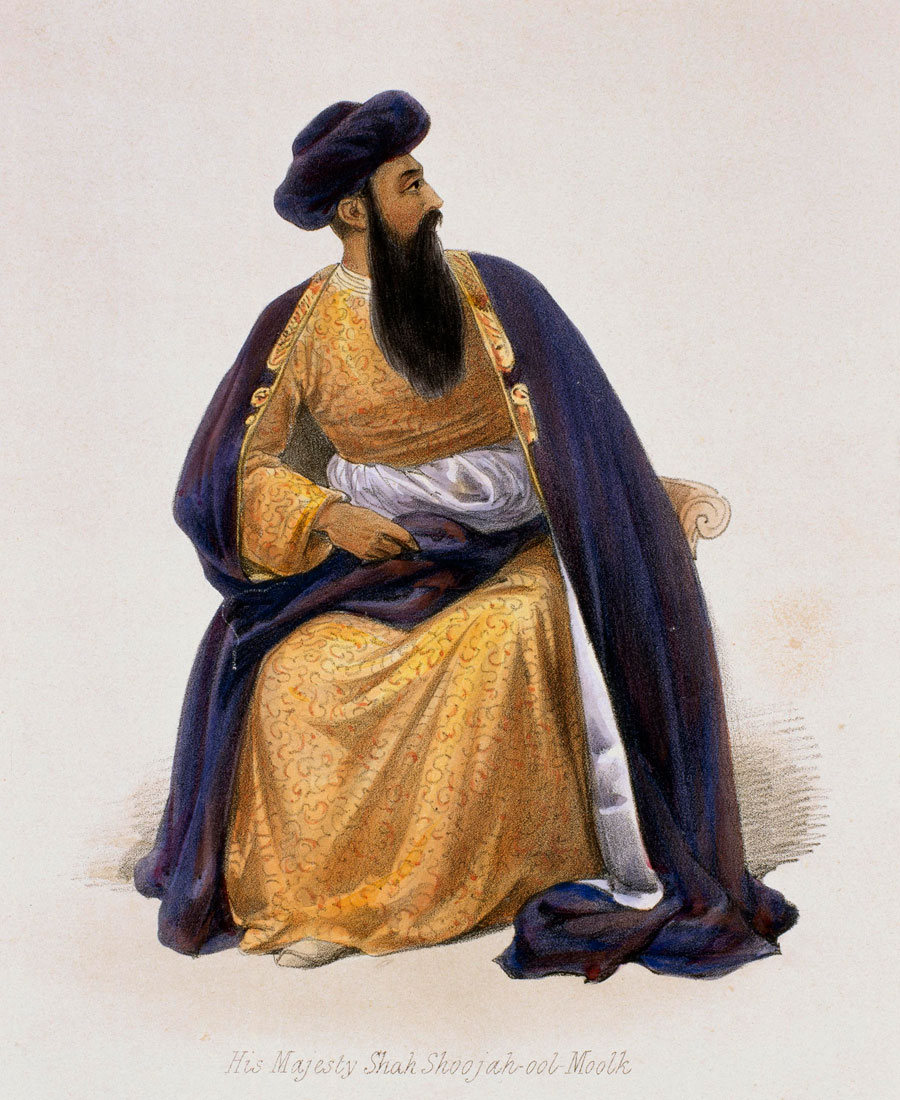
شاه Shujah أصبح اخر حاكم من سلالة دوراني، الذي حكم أولا بين 1803 و 1809، ومرة أخرى من عام 1839 إلى عام 1842.

حتى يبرر خطته، قام اللورد أوكلاند الحاكم العام للهند بإصدار بيان سيملا في أكتوبر عام 1838، محددا الأسباب اللازمة للتدخل البريطاني في أفغانستان. نص البيان على أنه من أجل ضمان رفاهية الهند، يجب أن يكون لبريطانيا حليف جدير بالثقة على حدود الهند الغربية. أدعت بريطانيا بأن قواتها لم تكن سوى لدعم جيش شاه شجاع الصغير لاستعادة عرشه الذي كان له يوما ما ولكن ذلك لم يخدع أحدا. على الرغم من أن بيان سيملا نص على أن القوات البريطانية ستنسحب بمجرد أن يضع شجاع قدمه في كابول، إلا أن حكم شجاع كان يعتمد كليا على الأسلحة البريطانية لقمع المتمردين وعلى الأموال البريطانية لكسب تأييد زعماء القبائل. أنكرت بريطانيا أنها كانت تغزو أفغانستان، وبدلا من ذلك ادعت أنها كانت مجرد دعم لشرعية حكومة شجاع «ضد التدخل الأجنبي والمعارضة الطائفية».

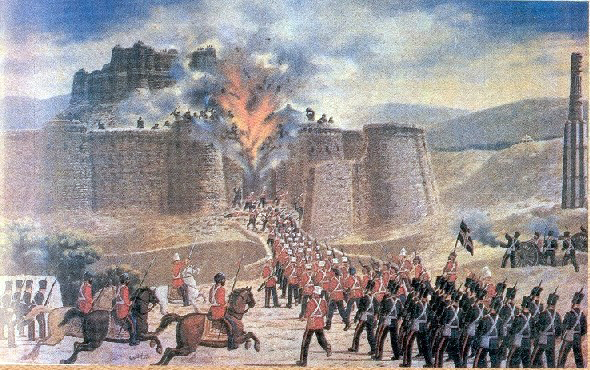
معركة غزنى

في نوفمبر 1841 اندلعت المذابح والتمرد في كابول. تأرجح البريطانيون واختلفوا وكانوا محاصرون في ماكن تجمعاتهم الغير كافية والغير مناسبة. تفاوضت بريطانيا مع قادة الجيوش (Sirdars) أصحاب السيادة الأكبر، وقطع عنهم أي أمل في الإغاثة من قبل الشتاء والقبائل المتمردة. وصل محمد أكبر خان ابن الأسير دوست محمد إلى كابول وأصبح زعيم مؤثر في قادة الجيوش (Sirdars). قتل السيد وليام ماكناتين (Sir William MacNaghten) في مؤتمر معهم، ولكن على الرغم من هذا، مطالب قادة الجيوش (Sirdars) تمت الموافقة عليها من قبل البريطانيين وقامو بالانسحاب. أثناء الانسحاب تعرضوا لهجوم من قبل رجال القبائل غيلزاي وفي معارك جارية خلال ممرات الثلوج، تم قُتل ما يقرب من 4500 جندي و 12000 ملتحق بالجيش. واحد فقط من البريطانيين، وهو الدكتور ويليام بريدون (Dr. William Brydon) تمكن من الوصول إلى جلال آباد بينما تم الإمساك ببعض الاخرين.
حاصرت القوات الأفغانية الموالية لأكبر خان الوحدات البريطانية المتبقية في قندهار، وغزنة، وجلال آباد. سقطت غزني، ولكن صمدت باقي المواقع العسكرية، ومع مساعدة من التعزيزات من الهند استطاعو هزيمة محاصرينهم. بينما كانت الاستعدادات جارية من أجل تحقيق تقدم جديد على كابول، أمر الحاكم العام اللورد الينبرو (Lord Ellenborough) القوات البريطانية بمغادرة أفغانستان بعد تأمين الإفراج عن السجناء من كابول واتخاذ إجراءات انتقامية. قامت القوات المتواجدة في قندهار وجلال آباد بهزيمة أكبر خان مرة أخرى، واستعادت غزنة وكابول، ألحقت دمارا واسع المدى وأنقذت السجناء قبل انسحابها من خلال ممر خيبر.

## منتصف القرن التاسع عشر

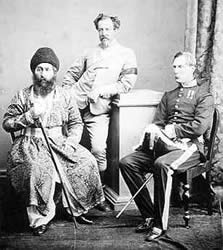
الملك شير علي خان مع CD تشارلز تشامبرلين والسير ريتشارد ف. بولوك في عام 1869.

بعد أشهر من الفوضى في كابول، قام محمد أكبر خان بتأمين السيطرة المحلية وفي أبريل 1843 قام والده دوست محمد، الذي أفرج عنه من البريطانيين، عاد إلى العرش في أفغانستان. في العقد التالي، ركز دوست محمد جهوده على إعادة احتلال مزار شريف، وقندز، وبدخشان، وقندهار. توفى محمد أكبر خان في 1845. فشلت اخر جهود دوست محمد للاستيلاء على بيشوار خلال حرب السيخ الثانية.
بوصول عام 1854 أراد البريطانيون استئناف العلاقات مع دوست محمد، الذي كانوا قد تجاهلوه لمدة اثني عشر عاما. معاهدة بيشاور لعام 1855 أعادت فتح العلاقات الدبلوماسية وأعلنت الاحترم لسلامة مناطق كل جانب، وتعهد كلا الجانبين بأن يكونو موحدين للأصدقاء والأعداء.
في عام 1857 تمت إضافة إلى معاهدة 1855 تسمح بمهمه للعسكرية البريطانية لتتواجد في قندهار (ولكن ليس كابول) أثناء الصراع مع الفرس، الذين كان قد هاجمو هرات في عام 1856. خلال التمرد الهندى في عام 1857، اقترح بعض المسؤولين البريطانيين استعادة بيشاور إلى دوست محمد، وذلك في مقابل دعمه ضد المتمرد سيبويز (sepoys) من جيش البنغال، ولكن هذا العرض تم رفضه من قبل الضباط السياسيين البريطانيين على الحدود الشمالية الغربية، الذين كانو يرون أن دوست محمد سيرى هذه الخطوة على أنها علامة ضعف ونقطة ضد البريطانيين.
في عام 1863 استعاد دوست محمد هرات مع اذعان بريطاني. وتوفي بعد بضعة أشهر. شير علي خان، ابنه الثالث وخليفته المعلن، فشل في الاستيلاء على كابول من أخيه الأكبر، محمد أفضال (الذي كانت تقاد قواته عن طريق ابنه عبد الرحمن) حتى عام 1868، بعدها تراجع عبد الرحمن عبر أموداريا واخذ وقته.
في السنوات التالية مباشرة للحرب الأنغلو-أفغانية الأولى، وخاصة بعد التمرد الهندي في عام 1857 ضد البريطانيين في الهند، حكومات الحزب الليبرالي في لندن أخذت موقف سياسي من أفغانستان بوصفها دولة حاجزة. بعدما أحكم شير علي سطيرته على الحكم في كابول في عام 1868، وجد أن بريطانيا على استعداد أن تدعم نظامه بالأسلحة والأموال، ولكن لا شيء أكثر من ذلك. على مدى السنوات العشر التالية، تدهورت العلاقات بين الحاكم الأفغاني وبريطانيا بشكل مطرد. الحاكم الأفغاني كان قلقا من زحف روسيا من الجنوب، والتي بحلول عام 1873 كانت قد استولت على أراضي خان، أو حاكم خيوة. شير علي أرسل مبعوثا لبريطانيا طالبا المشورة والدعم. في العام السابق وقعت بريطانيا اتفاقا مع الروس وافقت فيه روسيا على احترام الحدود الشمالية لأفغانستان وعرض أراضي الأمير الأفغاني خارج نطاق نفوذها. ومع ذلك رفضت بريطانيا إعطاء أي ضمانات للشير علي.

## الحرب الأنغلو - أفغانية الثانية 1878-1880

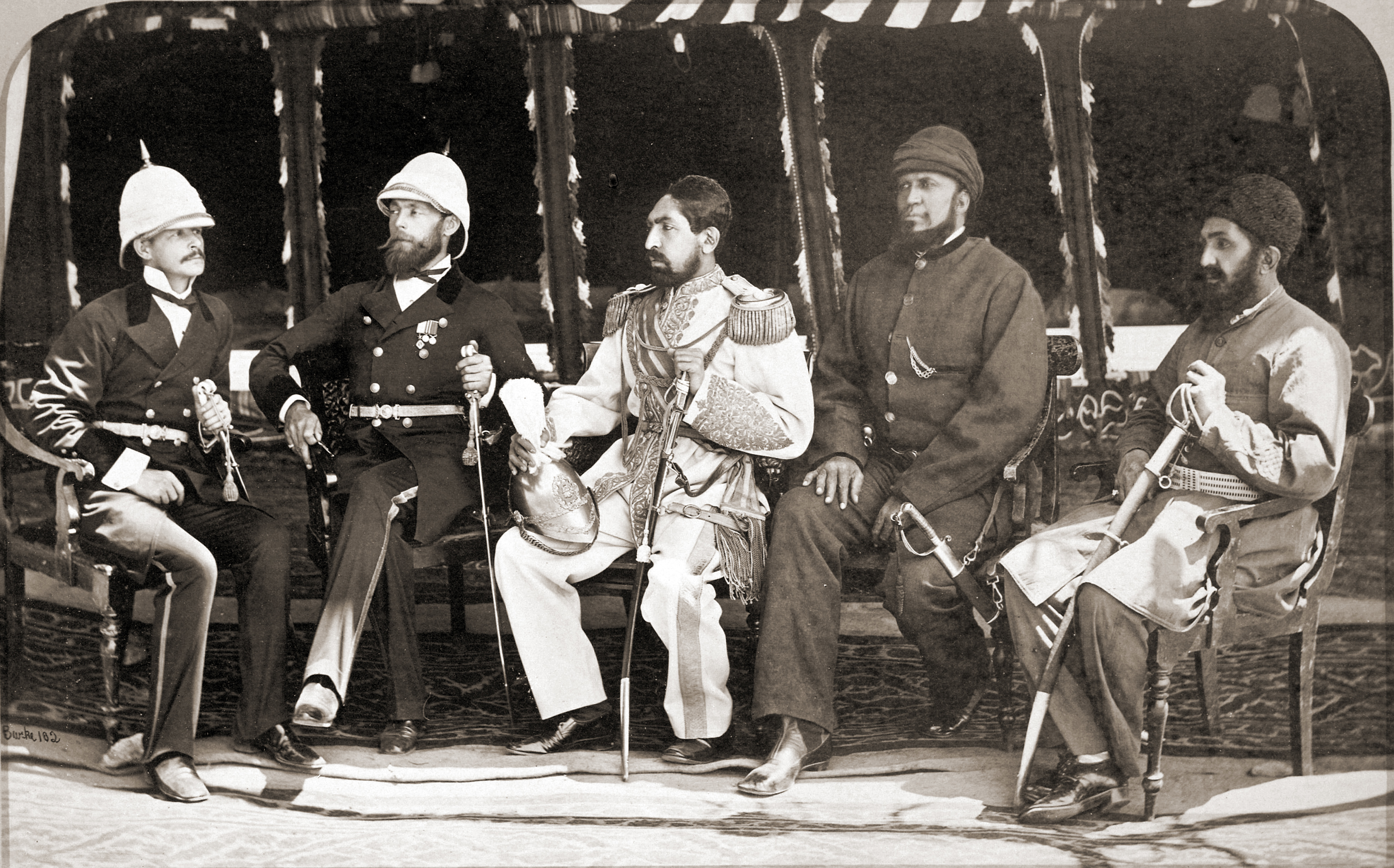
الملك محمد يعقوب خان مع البريطاني السيد بيير كافاناري (Sir Pierre Cavagnari) في 26 مايو عام 1879 عندما تم توقيع معاهدة غانداماك.

بعد انتهاء التوتر بين روسيا وبريطانيا في أوروبا في مؤتمر برلين في يونيو عام 1878، حولت روسيا انتباهها إلى آسيا الوسطى.في نفس الصيف، أرسلت روسيا بعثة دبلوماسية إلى كابول بدون استئذان. حاول شير علي ان يبعدهم ولكن فشل في ذلك. وصل مبعوثي روسيا إلى كابول في 22 يوليو 1878، وفي 14 أغسطس طالبت بريطانيا شير أن يقبل بعثة بريطانية أيضاً.

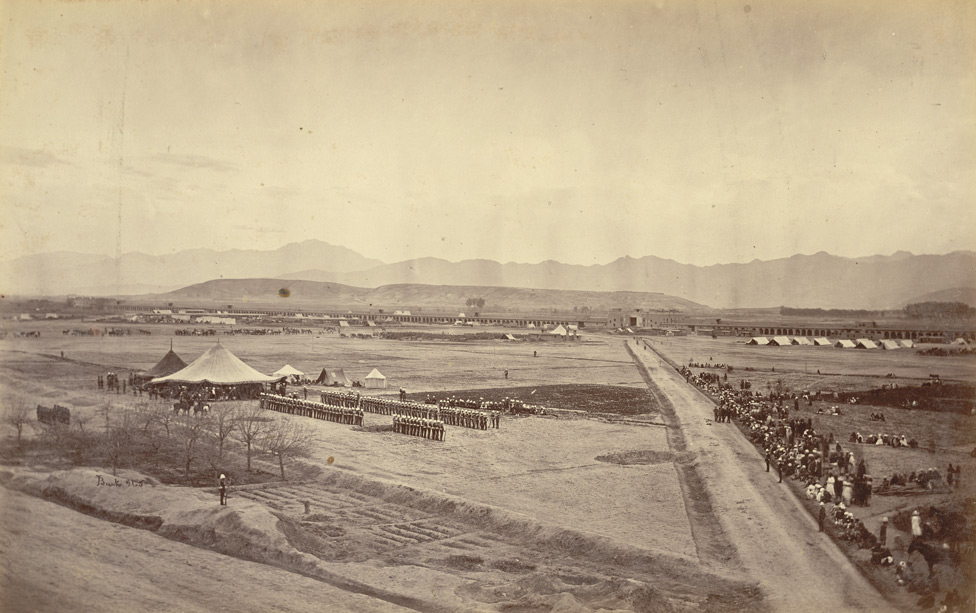
ميدان ديربان من تجمع شيربور في عام 1879 بالقرب من كابول.

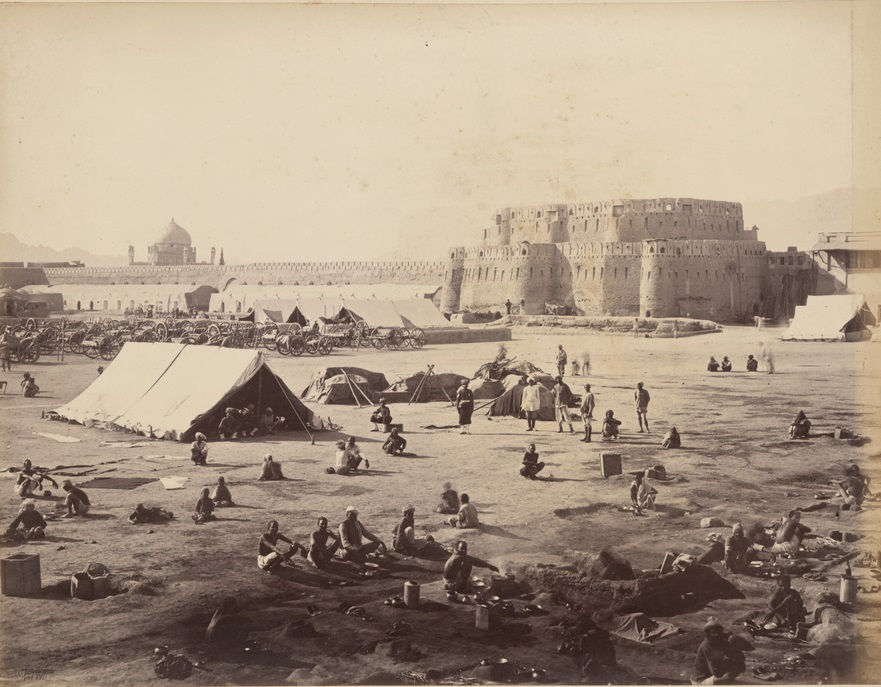
البريطانيون قوات التحالف في قندهار بعد معركة قندهار 1880.

لم يكتفي الأمير برفض البعثة البريطانية ولكنه هدد بالتصدي لها إذا تم ارسالها. أمر الوالى، اللورد ليتون (Lord Lytton)، بخروج بعثة دبلوماسية إلى كابول في سبتمبر عام 1878 لكن البعثة اعيدت إلى الوراء عندما اقتربت من المدخل الشرقي من ممر خيبر، مما اثار الحرب الأنغلو-أفغانية الثانية. توزعت قوة بريطانية تتكون من حوالي 40,000 مقاتل على أعمدة عسكرية والتي توغلت في أفغانستان عن طريق ثلاث نقاط مختلفة. حاول شير علي القلق أن يستأنف شخصيا إلى القيصر طلبا للمساعدة، ولكن لم يتمكن من ذلك، فعاد إلى مزار شريف، حيث توفي في 21 فبراير 1879.
مع احتلال القوات البريطانية لجزء كبير من البلاد، قام ابن شير علي وخليفته، محمد يعقوب خان، بتوقيع معاهدة غانداماك في مايو 1879 لمنع الغزو البريطاني لبقية البلاد. ووفقا لهذا الاتفاق وفي مقابل إعانة سنوية وضمانات غير واضحه المساعدة في حالة العدوان الأجنبي، تخلى يعقوب عن إدارة الشؤون الخارجية لأفغانستان إلى بريطانيا. تم تعيين ممثلين بريطانيين في كابول وغيرها من الأماكن، امتدت السيطرة البريطانية إلى معبر خيبر وتنازلت أفغانستان عن العديد من المناطق الحدودية المختلفة وكيتا إلى بريطانيا. ثم انسحب الجيش البريطاني بعد ذلك. بعدها بفتره قصيرة قامت انتفاضة في كابول أدت إلى ذبح المقيم البريطاني فيكابول، السيد بيير كافاناري (Sir Pierre Cavagnari) و حراسه والموظفين في 3 سبتمبر 1879، مما أدى إلى اشتعال المرحلة الثانية من الحرب الأفغانية الثانية. اللواء السيد فريدريك روبرتس قاد قوة كابول الميدانية على وسط أفغانستان عن طريق ممر شوتارجاردن، هزم الجيش الأفغاني في شار اسيابفي 6 أكتوبر عام 1879 واحتل كابول. نظم غازي محمد جان خان وردك انتفاضة وهاجم القوات البريطانية بالقرب من كابول في حصار تجمع شيربور في ديسمبر عام 1879، ولكن هزيمته هناك أدى إلى انهيار هذا التمرد.
اضطر يعقوب خان، المشتبه فيه في التورط في مذبحة كافاناري (Cavagnari) وموظفيه، اضطر إلى التنازل عن العرش. نظرت بريطانيا في عدد التسويات السياسية الممكنة، بما في ذلك تقسيم أفغانستان بين عدة حكام أو وضع أيوب خان أخو يعقوب على العرش، ولكن في النهاية قررت تثبيت ابن عمه عبد الرحمن خان أميرا بدلا من ذلك. هزم أيوب خان، الذي كان يشغل منصب حاكم هرات، في الثورة، هزم قطاع بريطاني في معركة ميوند في يوليو 1880 وحاصر قندهار. قاد روبرتس بعد ذلك القوات البريطانية الرئيسية من كابول وهزموا أيوب خان في سبتمبر في معركة قندهار، منهيا تمرده. قام عبد الرحمن بتأكيد معاهدة غانداماك، وترك بريطانيا مسيطرة على الأراضي التي تنازل عنها يعقوب خان وأكد السيطرة البريطانية على السياسات الخارجية لأفغانستان في مقابل الحماية والدعم. والتخلي عن سياسة استفزازية من الحفاظ على المقيم البريطاني في كابول، ولكن بعد أن حققت جميع أهدافها الأخرى، انسحب البريطانيون. انسحب البريطانيون بعد ان تخلو عن سياستهم الاستفزازية بترك مقيم بريطاني في كابول ولكن ذلك كان بعد تحقيق جميع أهدافهم.

## الأمير الحديدي 1880 - 1901

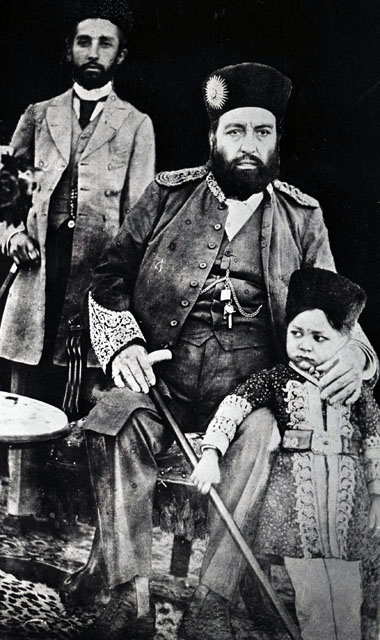
الأمير عبد الرحمن خان (الأمير الحديدي) في عام 1897.

وفيما يتعلق بالمصالح البريطانية، أجاب عبد الرحمن دعواتهم: قائد قوي وذكي قادر على توحيد شعبه المقسم إلى دولة؛ وكان مستعدا لقبول القيود المفروضة على سلطته التي فرضتها السيطرة البريطانية على الشؤون الخارجية لبلاده وسياسة الدولة العازلة لبريطانيا. تميزت سنوات حكمه، والمقدر عددها بالواحد وعشرين سنة، بالجهود الرامية إلى التحديث وإنشاء السيطرة على المملكة، والتي حدودها مرسومة بواسطة اثنين من الامبراطوريات المجاورة لها. وجه عبد الرحمن جهوده إلى ماتحول إلى إنشاء الدولة الحديثة لأفغانستان.
وقد حقق هذا التوحد لأفغانستان عن طريق ثلاث طرق. لقد قمع مختلف الثورات وتابع انتصاراته بالعقوبات القاسية والإعدام والترحيل. لقد كسر معقل قبائل البشتون قسرا عن طريق زرع اعداءه بينهم. قام بزرع أقوى أعداء البشتون، غيلزاي، وغيرها من القبائل من جنوب وجنوب وسط أفغانستان إلى المناطق الشمالية من جبال هندو كوش بسكان اغلبهم من غير البشتون. آخر الأفغان من غير المسليمين من كافرستان (Kafiristan) شمال كابول تم اجبارهم على اعتناق الإسلام. أخيرا، قام بخلق نظام المحافظات مختلفا عن نظام قبائل الحدود القديم. حكام المقاطعات كان لديهم قدرا كبيرا من السلطة في المسائل المحلية، وتم وضع جيش تحت تصرفهم لجمع الضرائب وقمع المعارضة. بالرغم من ذلك، راقب عبد الرحمن عن كثب هؤلاء الحكام من خلال خلق نظام استخبارات فعال. خلال فترة حكمه، بدأت تنظيمات القبائل تتلاشى حيث أن مسؤولي الحكومة المحلية سمحت بتبديل الأراضي خارج حدود القبائل والعشائر التقليدية.
حارب أهل الباشتون وغزو الأوزبك وأدخلوهم في قائمة الأشخاص الذين كانو يتعرضون للتمييز. قامت بريطانيا بمساعدة الأفغان على غزو الأوزبك باعطائهم الاسلحة وحماية مستعمرة الباشتون شمالأفغانستان، وذلك من منطلق مكافحة المصالح الاستراتيجية الروسية؛ الأدب البريطاني من فترة شيطنة الأوزبك.
بالإضافة إلى إقامة أمة مناطق منشقة لتشكيل أفغانستان، حاول عبد الرحمن تحديث مملكته من خلال إقامة جيش نظامي وأول تأسيس للبيروقراطية. على الرغم من شخصيته الاستبدادية الواضحة، دعا عبد الرحمن إلى اللويا جيركا (loya jirga)، وهو تجمع من الأمراء الملكيين، والأعيان المهمين، والزعماء الدينيين. وفقا لسيرته الذاتية، كان لدى عبد الرحمن ثلاثة أهداف: إخضاع القبائل وبسط سيطرة الحكومة من خلال جيش قوي وواضح وتعزيز سلطة الحاكم والعائلة المالكة.

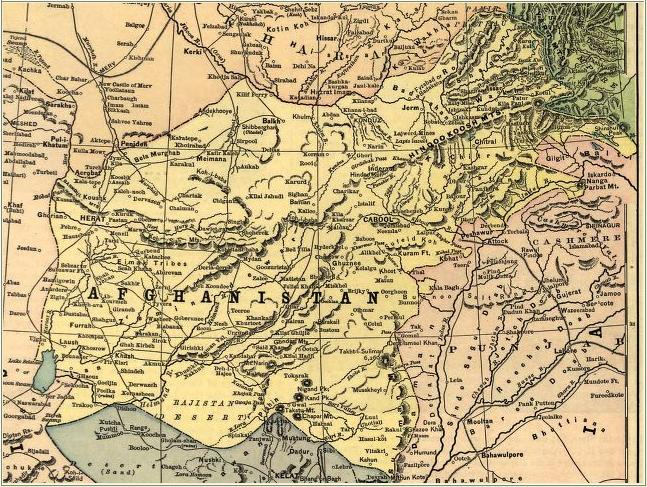
خرائط تبين الحدود من أفغانستان قبل معاهدة خط ديورند عام 1893

خلال زيارته إلى روالبندي في عام 1885، طلب الأمير من نائب الملك في الهند أن يوفد مبعوث مسلم إلى كابول والذي كان نبيل الولادة ومن خلفيه حاكمة. ميرزا عطا الله خان سردار بهادور والذي يلقب بخان بهادور ميرزا الفقير الله خان (سامان برج وزيراباد)، تم اختياره والموافقة عليه من أمير البلاد ليصبح السفير البريطاني في كابول.
وجه عبد الرحمن أيضا اهتماما إلى التقدم التكنولوجي. قام بجلب أجانب من فيزيائيين ومهندسين (خاصة مهندسي تعدين) وعلماء وطابعات إلى أفغانستان. قام باستيراد الآلات الأوروبية وشجع إنشاء مصانع صغيرة لصناعة الصابون والشموع والسلع الجلدية.طلب المشورة التقنية من أوروبا بشأن الاتصالات والنقل والري. قاومت القبائل المحلية الأفغانية بشدة هذا التحديث. كان الجيش يقوم بحماية العمال الذين يعملون بالطرق من المحاربين المحليين. ومع ذلك، وعلى الرغم من هذه السياسات الداخلية الجامحة، سياسة عبد الرحمن الخارجية كانت بالكامل في أيادي أجنبية.
كانت أزمة بنجاديه (Panjdeh incident) أول أزمة نزاع حدودي حقيقية، كانت نيجة لتوغل روسيا في وسط اسيا. بعد أن استولت القوات الروسية على واحة مرو (تعرف حاليا بماري) عام 1884، كانت القوات الروسية مجاورة مباشرة لأفغانستان. المطالبات بواحة بنجاديه كانت محل نزاع، مع حرص الروس على السيطرة على كل المناطق التي يحكمها التركمان. احتل الروس الواحة بعد قتال القوات الأفغانية في ربيع عام 1885. تنبهت روسيا وبريطانيا للأمر بسرعة، ولكن القوتين تمكنو من الوصول إلى حل وسط؛ روسيا كانت في حوزتها الواحة وبريطانيا تعتقد أنها يمكنها منع الروس التقدم أبعد من ذلك. وبدون رأى للأفغان، نصت اتفاقية الحدود الأفغانية على أن الروس سوف يتخلون عن أبعد الأراضي التي استولو عليها في وقت مبكر ولكن مع الاحتفاظ بالواحة. رسمت هذه الاتفاقية لأفغانستان حدود شمالية دائمة عند أمو درايا، ولكن أيضا أدت إلى فقدان الكثير من الأراضي، خصوصا حول الواحة.
القسم الثاني من ترسيم الحدود الأفغانية خلال عهد عبدالرحمن كان في واخان. أصرت بريطانيا على قبول عبد الرحمن السيادة على هذه المنطقة النائية، حيث ساد قيرغيزستان الجموح؛ لم يكن لديه خيار سوى قبول حل بريطانيا. في عام 1895 و1896 تمت اتفاقية أخرى للحدود الأفغانية الروسية وتم الاتفاق فيها على الحدود اتفق عليها على الحدود الأمامية لأقصى الشمال الشرقي من أفغانستان، التي تحدها الأراضي الصينية (على الرغم من أن الصينيين لم يقبل رسميا هذا بمثابة حدود بين البلدين حتى عام 1964).
بالنسبة لعبد الرحمن، كان ترسيم الحدود مع الهند (عن طريق منطقة البشتون) أكثر أهمية بكثير، تم رسم خط دوراند خلال فترة حكمه. وافق عبد الرحمن تحت الضغط في عام 1893 على قبول بعثة برئاسة وزير خارجية الهند البريطانية السيد مورتيمر دوراند (Sir Mortimer Durand)، لتحديد حدود سيطرة بريطانيا وأفغانستان على أرض البشتون. قبل نهاية عام 1893، كان قد تم الاتفاق على رسم الحدود بين دوراند وعبد الرحمن، ولكن هناك بعض الشكوك حول نية عبد الرحمن التنازل عن بعض المناطق باراداته. كانت هناك مؤشرات على انه يعتبر خط دوراند كترسيم مناطق منفصلة المسؤولية السياسية وليست حدود دولية دائمة، وأنه لم ينص صراحة على التنازل عن السيطرة على مناطق معينة (مثل كورام وتشيترال) التي كانت بالفعل تحت السيطرة البريطانية بموجب معاهدة غانداماك.
وقد قطع خط دوراند عبر القبائل ولم يكن له علاقة تذكر بحقائق الديموغرافيا أو الاستراتيجية العسكرية. لم يض الخط أساس من أجل السلام بين المناطق الحدودية، ولكن للخلاف المحتدم بين حكومتي أفغانستان والهند البريطانية، ولاحقا بين أفغانستان وباكستان فيما عرف بعد ذلك باسم قضية باشتونستان أو 'أرض البشتون'.
وكانت الخلاف السلمية لابن عبد الرحمن الأكبر، حبيب الله خان، أكبر دليل على أن عبد الرحمن قد فرض سيطرته في أفغانستان. توفي عبد الرحمن في أكتوبر من عام 1901. على الرغم من أن عبد الرحمن قد أنجب العديد من الأطفال، إلا أنه اختار حبيب الله خلفا له وجعل من الصعب على أبنائه الآخرين أن يطعنو في الخلافة عن ابعادهم عن السلطة وعزلهم في كابول تحت سيطرته.

## حبيب الله خان 1901-1919

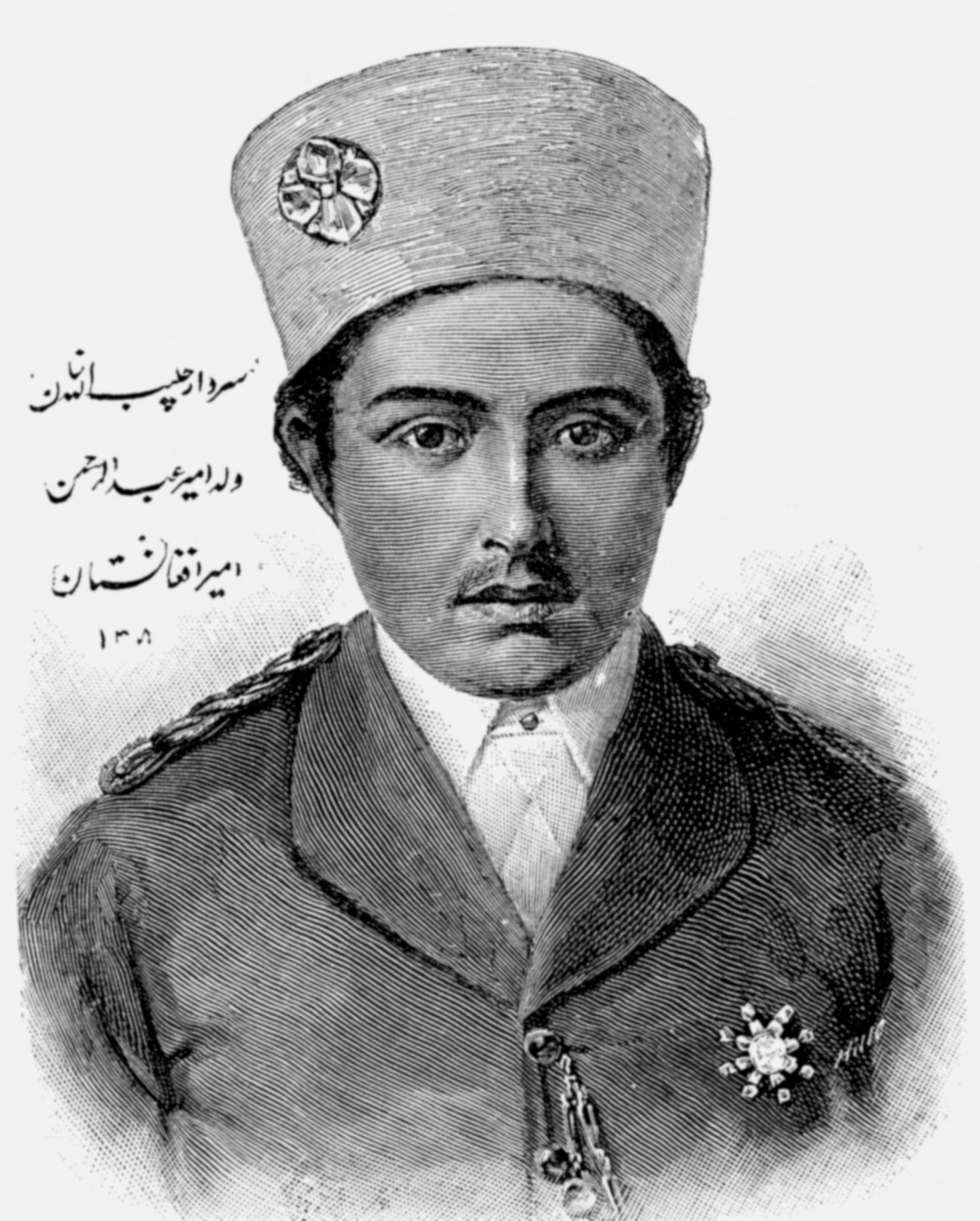
حبيب الله خان, الابن الأكبر لعبد الرحمن خان، في عام 1893.

كان حبيب الله خان، الابن الأكبر لعبد الرحمن خان والذي كانت أمه جارية، يراقب عن كثب المؤامرات التي تحاك في القصر والتي تدور حول زوجة والده الأكثر تميزا (حفيدة دوست محمد)، التي كانت تسعى للعرش لصالح ابنها. على الرغم من تأمينه في منصبه حاكما بحكم دعم الجيش الذي أقامه والده، لم يكن حبيب الله مستبدا مثل عبد الرحمن. وبالتبعية فإن تأثير القيادات الدينية مثل محمود طرزي، ابن عم الملك، زادت خلال فترة حكمه.

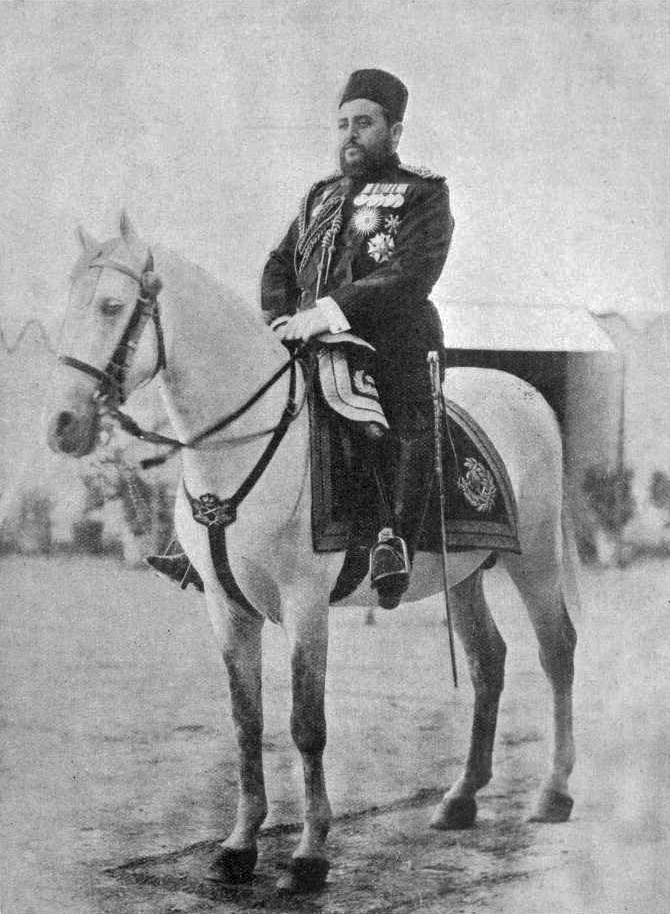
الملك حبيب الله خان في عام 1907

قام محمود طرزى، وهو شاعر وصحفي ذو تعليم عالي، بانشاء صحيفة وطنية أفغانية بموافقة حبيب الله، وحتى عام 1919 كمنبر للنقد الكتابي للتغييرات ذات التأثير الغربي في الحكومة والمجتمع، واستقلال أفغانستان واصلاحات أخرى. أثرت وطنية طرزي الحماسية في جيل المستقبل من المصلحين الاسيويين
تم تحديد الحدود مع إيران بشكل قوي في عام 1904، لتحل محل الخط الغامض الذي وضعته لجنة بريطانية في عام 1872. على الرغم من ذلك لم يستطيعو التوصل لاتفاق حول تقاسم مياه نهر هلمند.
ومثل كل التطورات السياسية الأجنبية التي تؤثر على أفغانستان في هذه الفترة، فان ابرام اللعبة الكبرى بين روسيا وبريطانيا تم دون مشاركة حاكم أفغانستان. لم يقم الحلف الأنجلو الروسي بتقسيم المنطقة إلى عدة مناطق منفصلة تحت النفوذ الروسي والبريطاني فحسب، بل أسست أيضا الأساس لحيادية أفغانستان. وتنص الاتفاقية على قبول روسيا بأن أفغانستان الآن باتت خارج نطاق نفوذها، وأن تتشاور روسيا مع بريطانيا مباشرة في القضايا المتعلقة بالعلاقات الروسية الأفغانية. اما من الجانب البريطاني، فان بريطانيا لن تغزو أو تدمج الأراضي الأفغانية أو تتدخل في شئون أفغانستان الداخلية.
في خلال الحرب العالمية الأولى، بقت أفغانستان على الحياد على الرغم من ضغوطات تركيا عندما أعلن مشاركو أمته فيما اعتبره حربا مقدسة. ومع ذلك، قام حبيب الله بالترفيه عن بعثة هندية ألمانية تركية في كابول في عام 1915، والتي رئيسها: الهندي القومي ماهيدنرا براتاب (Mahendra Pratap) وكانت تقاد بواسطة أوسكار نيدرماير (Oskar Niedermayer) والمرشح الألماني فيرنر أوتو فون هنتيغ (Werner Otto von Hentig). وبعد الكثير من المماطلة حصل على اتفاق من السلطة المركزية للحصول على دفعات ضخمة من الأموال وتوفير الأسلحة في مقابل مهاجمة الهند البريطانية. ولكن الحاكم الأفغاني الماهر رأى بوضوح الحرب على أنها فرصة لللعب كعميل مزدوج، لأنه عرض أيضا على بريطانيا التصدي لهجوم القوات المركزية على الهند في مقابل انتهاء السيطرة البريطانية على الشئون الخارجية لأفغانستان.

## الحرب الأنغلو - أفغانية الثالثة والاستقلال
بدأت عشر سنوات من حكم أمان الله فترة من التغيير الجذري في كلا من السياسات الخارجية والداخلية. أعلنأمان الله الاستقلال التام وأثار شرارة الحرب الأنغلو-أفغانية الثالثة. غير أمان الله السياسة الخارجية في علاقاته الجديدة مع القوى الخارجية وغير السياسة الداخلية بإصلاحاته الاجتماعية والسياسية الاقتصادية. على الرغم من أن فترة حكمه انتهت فجأة، فقد حقق بعض النجاحات الملحوظة وفشلت جهوده كثيرا أيضا بسبب قوى الطرد المركزي في أفغانستان القبلية ومكائد روسيا وبريطانيا فيما يتعلق بأي حماقة سياسية من جانبه.
جاء أمان الله إلى السلطة فور انهيار الوفاق بين روسيا وبريطانيا في أعقاب الثورة الروسية عام 1917. مرة أخرى قدمت أفغانستان مرحلة لعبت فيها القوى العظمى مخططاتها ضد بعضها البعض. وفي سبيل حرصه على تحديث بلاده وتحريرها من السيطرة الأجنبية، سعى أمان الله إلى تعزيز قوته. وبين الدسيسة في المحكمة الأفغانية والاضطرابات المدنية والسياسية في الهند، سعى إلى تحويل الانتباه عن الانقسامات الداخلية في أفغانستان وتوحيد كل الفصائل خلفه عن طريق مهاجمة البريطانيين.
باستخدام الاضطرابات المدنية في الهند كذريعة لنقل القوات إلى خط دوراند، عبرت القوات الأفغانية الحدود عند الطرف الغربي من ممر خيبر في 3 مايو عام 1919 واحتلت قرية باغ، وهي مسرح انتفاضة سابق في أبريل. وردا على ذلك أمرت الحكومة الهندية بالتعبئة الكاملة وفي 6 مايو عام 1919 أعلنت الحرب. أما بالنسبة للبريطانيين فقد أتت الحرب في الوقت حيث كانو ما زالو يتعافون من الحرب العالمية الأولى. كانت القوات المتمركزة في الهند احتياطية وإقليمية في المقام الرئيسي، والذين كانوا في انتظار تسريحهم وحريصين على العودة إلى بريطانيا، في حين أن الأفواج العادية القليلة المتاحة كانت متعبة واستنزفت من خمس سنوات من القتال.
حققت القوات الأفغانية النجاح في الأيام الأولى من الحرب، عن طريق مفاجأة البريطانيين والهنود على مرتين حيث انضم إلى الجيش النظامي الأفغاني أعداد كبيرة من قبائل البشتون من جانبي الحدود. عقب ذلك قامت سلسلة من المناوشات بعدما تعافى البريطانيين والهنود المفاجأة الأولى. وفي سبيل موازنة أوجه القصور في القوى البشرية والروح المعنوية، كان البريطانيون يتمتعون بميزة كبيرة من حيث المعدات وحيازة الأسلحة الرشاشة والسيارات المصفحة وسيارات النقل والاتصالات اللاسلكية والطائرات والتي كان من شأنها أن تكون حاسمة.
استخدمت القوات البريطانية القوة الجوية لمفاجأة الأفغان، وتم مهاجمة بيت الملك مباشرة والتي كانت هي الحالة الأولى التي تتعرض فيها أفغانستان لقصف جوي في تاريخها. لعبت الهجمات دورا رئيسيا في فرض الهدنة ولكن جلبت توبيخ شديد من الملك أمان الله. كتب يقول: «انه لمن عظيم الأسف أن يتم اعتبار رمي القنابل على لندن أكثر عمل وحشي في التاريخ واعتبار قصف أماكن العبادة والبقع المقدسة عملية أبشع. بينما نرى الآن بأعيننا أن هذه العمليات كانت عادة منتشرة بين جميع الشعوب المتحضرة في الغرب»
انتهى القتال في أغسطس عام 1919، وأمنت بريطانيا تقريبا على شروط المعاهدة الأنجلو-أفغانية لعام 1919، وهي هدنة مؤقتة وفرت، تفسير واحد غامض إلى حد ما، حرية أفغانستان في تقرير مصير شئونها الخارجية. قبل انتهاء المفاوضات النهائية في عام 1921، بدأت أفغانستان بالفعل في وضع سياستها الخارجية دون أن تترتب على ذلك أية آثار، بما في ذلك العلاقات الدبلوماسية مع الحكومة الجديدة في الاتحاد السوفياتي في عام 1919. خلال عام 1920، أسست أفغانستان علاقات دبلوماسية مع معظم الدول الكبرى.

## أمان الله خان 1919-1929

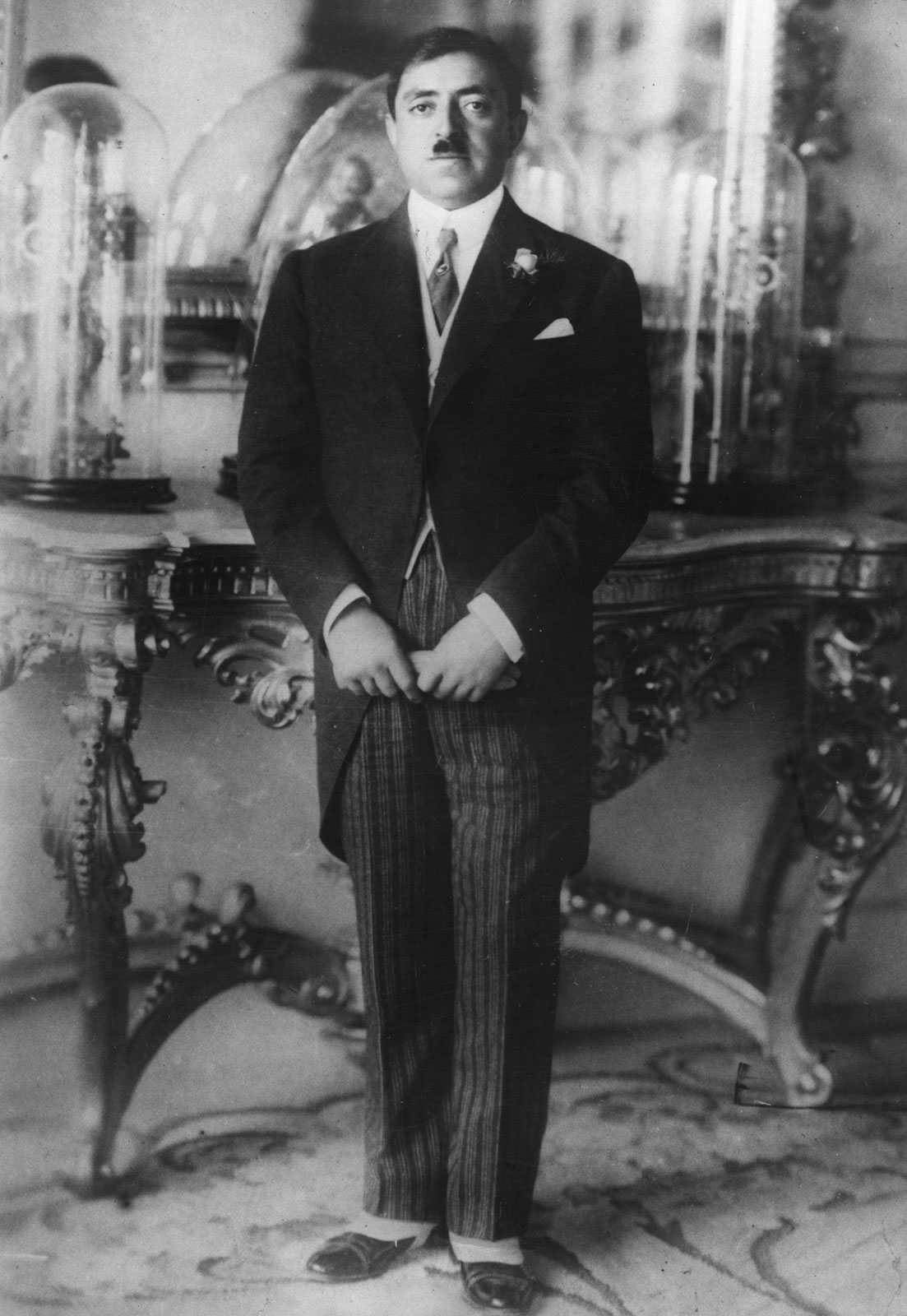
الملك أمان الله، ثالث أبناء حبيب الله خان.

في 20 فبراير 1919، اغتيل حبيب الله خان في رحلة صيد. ولم يكن قد أعلن عن خليفة له، لكنه ترك ابنه الثالث، أمان الله خان، مسئولا عن كابول. كان لأمان الله شقيق أكبر، نصر الله خان. ولكن، لأن أمان الله كان يسيطر على كل من الخزانة الوطنية والجيش، كان أمان الله في موقع جيد للاستيلاء على السلطة. وقد سمح دعم الجيش لأمان الله بقمع المزاعم الأخرى وسجن أقاربه الذين رفضو أن يقسموا الولاء له. وفي غضون أشهر قليلة، اكتسب الأمير الجديد ولاء معظم زعماء القبائل وأقام سيطرته على المدن.

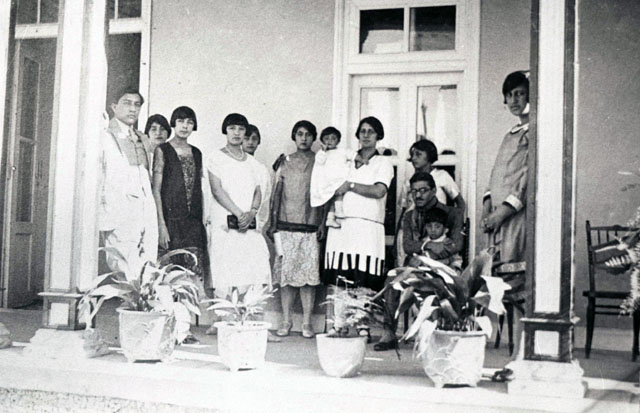
الحياة الأسرية للسياسيين الأفغان في 1927.

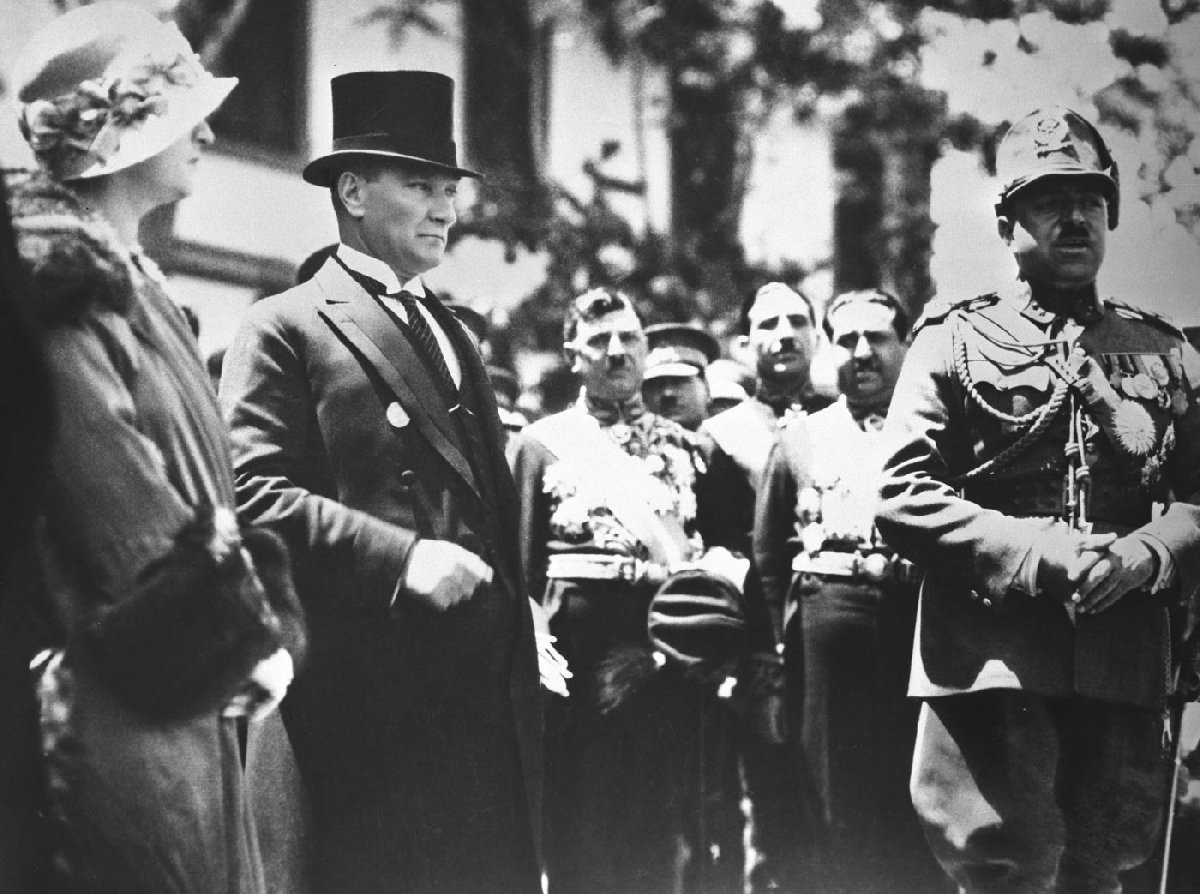
الملك أمان الله في عام 1928، في نطاق جولة أوروبية مع مصطفى كمال أتاتورك في تركيا.

وتأثرت إصلاحات أمان الله خان بشدة بأوروبا. جاء ذلك من خلال تأثير محمود تارزي، الذي كان على حد سواء، والد زوجة أمان الله خان ووزير الخارجية. وكان محمود تارزي، وهو شاعر وصحفي ودبلوماسي ذو تعليم عال، وكثير السفر، شخصية رئيسية جلبت الطابع الغربي وآدابه إلى أفغانستان. كما قاتل من أجل الإصلاحات التقدمية مثل حقوق المرأة، والحقوق التعليمية، وحرية الصحافة. كل هذه التأثيرات، التي جلبها تارزي وغيرها، رحب بها أمان الله خان.
في عام 1926، أنهى أمان الله إمارة أفغانستان وأقام مملكة أفغانستان معلنا نفسه ملكا. في عامي 1927 و 1928، زار الملك أمان الله خان وزوجته سورايا تارزي أوروبا. في هذه الرحلة تم تكريمها والاحتفاء بهما. في عام 1928 تلقى ملك وملكة أفغانستان شهادات فخرية من جامعة أكسفورد. وفي هذا حقبة كانت هناك دولا مسلمة أخرى، مثل تركيا ومصر، على طريق التحديث. كان الملك أمان الله معجبا بالتقدم الاجتماعي في أوروبا حيث حاول تنفيذه على الفور، وقد واجه ذلك مقاومة شديدة من الطائفة المحافظة، وأدى في النهاية إلى زواله.
وقد تمتع أمان الله بشعبية مبكرة داخل أفغانستان واستخدم سلطته لتحديث البلاد. وأنشأ أمان الله مدارس عالمية جديدة لكل من الفتيان والفتيات في المنطقة وقام بالغاء التقاليد التي تعود إلى قرون طويلة مثل قوانين اللباس الصارمة للمرأة. وقد أنشأ عاصمة جديدة وزاد من التجارة مع أوروبا وآسيا. كما قدم الدستور الحديث الذي تضمن المساواة في الحقوق والحريات الفردية. وبالرغم من ذلك فان هذا التحديث السريع خلق رد فعل عنيف وانتفاضة رجعيه عرفت باسم تمرد خوست والتي تم قمعها في عام 1924.
بعد أن سافر أمان الله إلى أوروبا في أواخر عام 1927، زادت المعارضة لحكمه. وانطلقت انتفاضة في جلال آباد في مسيرة إلى العاصمة، وكثير من الجيش هرب بدلا من أن يقاوم. وفي 14 يناير 1929، تنازل أمان الله عن الملك لشقيقه عناية الله خان. وفي 17 يناير، تنحى عناية الله وأصبح حبيب‌ الله كلكاني الحاكم القادم لأفغانستان وأعاد الإمارة. ومع ذلك، كانت فترة حكمه قصيرة الأجل، وفي 17 أكتوبر 1929، تم الإطاحة بحبيب‌ الله كلكاني وحل محله الملك نادر خان.
بعد تنازله في عام 1929، ذهب أمان الله إلى المنفى المؤقت في الهند. وعندما حاول العودة إلى أفغانستان، لم يحظ بدعم يذكر من الشعب. ومن الهند، سافر الملك السابق إلى أوروبا واستقر في إيطاليا، ولاحقا في سويسرا. وفي الوقت نفسه، تأكد نادر خان من أن عودته إلى أفغانستان كانت مستحيلة من خلال الدخول في حرب دعائية. نادر خان اتهم أمان الله خان بالكفر بسبب سياساته الموالية للغرب.

## محمد ظاهر شاه 1933-1973
في عام 1933، بعد اغتيال نادر خان، أصبح محمد ظاهر شاه ملكا.

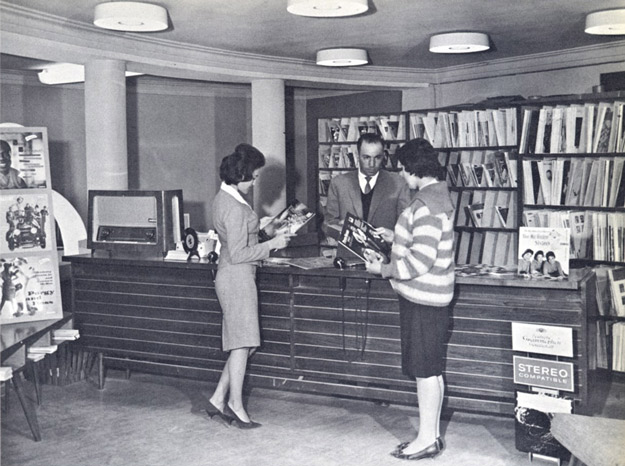
المتجر في أفغانستان في الخمسينيات والستينيات من القرن الماضي، والذي يبين زيادة النفوذ الغربي في ذلك الوقت.

في عام 1940، طلبت اللجنة الأفغانية في برلين أنه إذا فازت ألمانيا بالحرب العالمية الثانية، فإن الرايخ يعطي كل الهند البريطانية حتى نهر أندوس إلى أفغانستان. إرنست فون فايززاكر، وزير الدولة في أوسوارتيجيس أمت كتب إلى الوزير الألماني في كابول في 3 أكتوبر 1940:
«الوزير الأفغاني اتصل بي في 30 سبتمبر ونقل تحياته من رئيس وزرائه وكذلك تمنياته بنتيجة جيدة للحرب وتسائل عما إذا كانت أهداف ألمانيا في آسيا تزامنت مع الأمل الأفغاني؛ مشيرا إلى قمع الدول العربية، وإشارة إلى الأفغان البالغ عددهم 15 مليونا (الباشتون، وخاصة في المقاطعة الحدودية الشمالية الغربية) الذين أجبروا على المعاناة على الأراضي الهندية. إن قولي أن هدف ألمانيا هو تحرير شعوب المنطقة المشار إليها، الذين كانوا تحت سلطة بريطانيا استقبلا بارتياح من الوزير الأفغاني. وقال إن العدالة لأفغانستان لن تنشأ إلا عندما تمتد حدود البلد لتشمل منطقة السند؛ وهذا ينطبق أيضا إذا كان يجب على الهند الانفصال عن بريطانيا. وأشار الأفغاني إلى أن أفغانستان قدمت دليلا على موقفها المخلص من خلال مقاومة الضغط الإنكليزي بقوة لكسر العلاقات مع ألمانيا».
ولم تقبل أي حكومة أفغانية على الإطلاق خط دوراند الذي قسم السكان البشتون الاخلاقيين إلى مقاطعة شمال غرب الهند (شمال غرب باكستان حديثا) وأفغانستان، وكان من أمل كابول أنه إذا فازت ألمانيا بالحرب، قد يتحد شعب الباشتون في عالم واحد.